# Héctor Aníbal Giménez
Héctor Aníbal Giménez, más conocido como el pastor Giménez (n. San Martín, Provincia de Buenos Aires, 1957) es un pastor neopentecostal y telepredicador argentino.

## Biografía
Nacido en la localidad de San Martín, en el conurbano bonaerense, Giménez creció en el seno de una familia humilde, proveniente de la norteña provincia de Misiones, convirtiéndose en cristiano evangélico a los diecisiete años de edad.
Previamente a su conversión, durante su adolescencia, Giménez había tenido problemas con la justicia, llegando a estar prófugo del Instituto de Seguridad de Menores de la ciudad de La Plata, pesando sobre él un pedido de captura a nivel nacional, tras lo cual debió permanecer bajo custodia del juzgado correspondiente por más de dos años, Entre los 20 y los 30 años protagonizó varios robos, fugas de la casa familiar y detenciones.
Desde esa misma ciudad, dio inicio a su ministerio, a principios de la década de 1980, el cual se fue expandiendo a nivel nacional a lo largo de esa década, y más tarde al extranjero, las cuales son coordinadas desde el templo central en la Ciudad Autónoma de Buenos Aires.
Su exesposa Irma López de Giménez colaboró como co-pastora en la iglesia, antes de su divorcio en 1994 que costo dos millones de dólares y diez propiedades, que estaban todas ligadas a las donaciones que entraban para caridad. A mediados de los años 90, Giménez quedó involucrado en una causa judicial por estafa junto con su hermano, y decidió hacer una probation para evitar ir a juicio oral. Su exesposa, la pastora Irma, lo denunció en 1994 por daños, amenazas, y lesiones a la propia hija de ambos, ocurridas en el mencionado templo. A esta última acusación se sumó una denuncia por estafa a una fiel de su iglesia por haberle vendido una casa a través de un plan de viviendas inexistente. De hecho, los directamente acusados por el negocio inmobiliario fraudulento fueron el hermano de Giménez, Eduardo, y un seguidor, José Oriolo, socios en el emprendimiento de una inmobiliaria llamada «Viviendas Jeremías».
En marzo de 2020, a raíz de la emergencia internacional por la pandemia de Coronavirus, se ha filtrado un video del pastor Giménez, que generó polémica por la venta de un alcohol en gel «con nardo puro con poderes curativos» para sanarse del nuevo virus. En el escandaloso video el presunto pastor se muestra ante sus fieles, a quienes ofrece aplicarles alcohol en gel el cual fue imputado judicialmente. A pesar de esta clara modalidad de estafa el pastor sigue libre.

## Ministerio y controversias
Giménez fue uno de los primeros telepredicadores evangelistas en saltar a la fama en la Argentina, hacia fines de los años 1980, contando con sus propios espacios televisivos y radiales, transformándose poco a poco en un carismático personaje mediático, con presencia en TV (más allá de su propio programa), y llegando a organizar multitudinarias reuniones evangélicas en el Estadio Luna Park de Buenos Aires, a través de su ministerio «Ondas de Amor y Paz» (hoy en día, se llama «Cumbre Mundial de los Milagros»).
La iglesia central, ubicada en el porteño barrio de Almagro, contaba incluso con fieles célebres, pertenecientes a la colonia artística, como Moria Casán, quien bautizó a su hija Sofía Gala Castiglione en su iglesia.[cita requerida] En la actualidad, es propietario de la señal de frecuencia modulada de Buenos Aires «CMM, La Radio de las Buenas Ondas».
Su exesposa, la pastora Irma lo denunció en 1994 por daños y amenazas (lo cual no fue comprobado), y más tarde por lesiones a la propia hija de ambos, ocurridas en el mencionado templo.
A esta última acusación se sumó una denuncia por estafa a una fiel de su iglesia, llamada María Morales.
La mujer lo demandó judicialmente por haberle vendido una casa a través de un plan de viviendas inexistente.
De hecho, los directamente acusados por el negocio inmobiliario fraudulento fueron el hermano de Giménez, Eduardo, y un seguidor, José Oriolo, socios en el emprendimiento de una inmobiliaria llamada «Viviendas Jeremías».
Finalmente, en 1999, el tribunal correspondiente —donde se habían acumulado varias denuncias— decidió obligar a Giménez a realizar trabajos comunitarios, a cambio de suspender el juicio oral que le esperaba por ambas acusaciones.
Giménez cuenta con algunas iglesias en países como Uruguay, Brasil, Canadá, e, incluso, en la ciudad de Miami, en los Estados Unidos.[cita requerida]
En el año 2011, incursionó en la política apoyando la posible candidatura de Carlos Reutemann a la presidencia, a través de una rama del Partido Justicialista [cita requerida]
Actualmente está casado con Carla de Giménez quien también es co-pastora de su ministerio, el cual llevan adelante conjuntamente.
Giménez es padre de tres hijos: Jonatan, Joana, y Abril, quienes asimismo se desempeñan en la actividad ministerial.

## Imputación judicial
El 18 de marzo de 2020, Giménez fue imputado por la posible infracción del artículo 208 inciso 1.º del Código Penal. Dicho artículo sanciona con prisión de quince días a un año, al que sin título ni autorización para el ejercicio de un arte de curar o excediendo los límites de su autorización, anunciare, prescribiere, administrare o aplicare habitualmente medicamentos, aguas, electricidad, hipnotismo o cualquier medio destinado al tratamiento de las enfermedades de las personas, aun a título gratuito. Dicha imputación surge a raíz de una denuncia presentada por una abogada ante el Ministerio Público Fiscal de la Ciudad que investiga la oferta de alcohol en gel a través de la página oficial del Templo en Facebook, por valor de un mil pesos cada uno, una cifra excesivamente mayor al valor de mercado, en plena evolución de la pandemia de coronavirus que afecta a la población mundial. El pastor Giménez ofrecía a sus fieles ungirlos con alcohol en gel mezclado con nardo para combatir al coronavirus y «vencer a la misma muerte» a cambio de un «pacto», que no era otra cosa que una donación de mil pesos.